# Cavern Club
The Cavern Club je noční klub na 10 Mathew Street v Liverpoolu.
Původní Cavern Club byl otevřen v úterý 16. ledna 1957 jako jazzový klub, později se stal centrem rock and rollové scény v Liverpoolu, během 60. let. Ve svých raných létech zde hráli Beatles.
V březnu 1973 byl uzavřen a zasypán, během stavebních prací na podzemní kolejové spirále Merseyrail. Focus byla poslední kapela, která v původním Cavernu hrála. 26. dubna 1984 byl Cavern Club znovu otevřen poté, co byl přestavěn podle původních plánů. Na stavbu bylo použito mnoho původních cihel.

## Historie

### 1957–1973

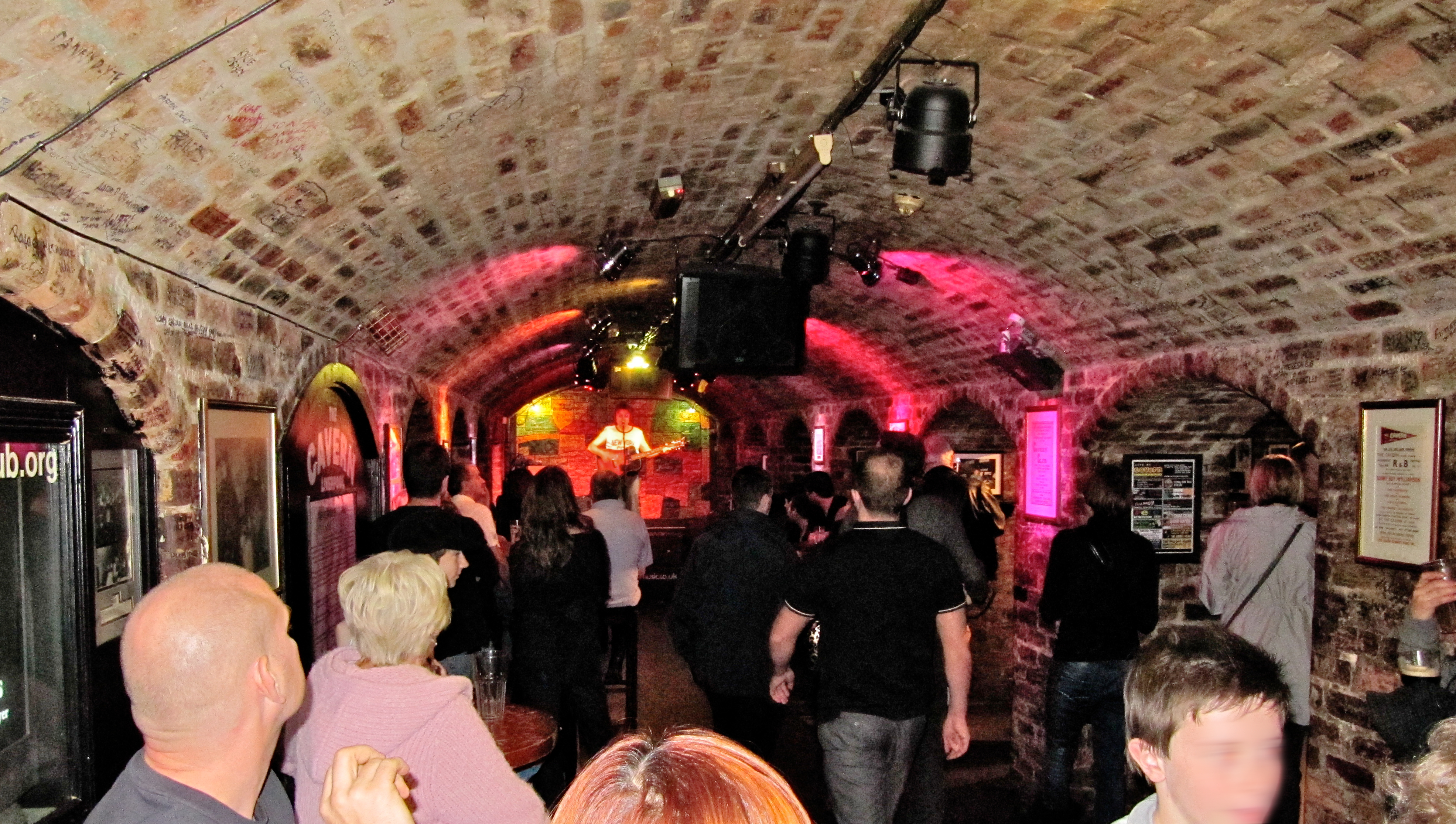
Uvnitř Cavern Clubu

Cavern Club otevřel Alan Sytner, který byl inspirován jazzovou čtvrtí v Paříži, kde byla řada klubů ve sklepních prostorách. Po návratu do Liverpoolu se Sytner snažil otevřít klub podobný Le Caveau de la Huchette, což je jazzový klub v Paříži. V Liverpoolu našel sklad ovoce, kde měli lidé pronajatý sklep, předtím se prostory používaly jako úkryt před nálety, během druhé světové války. Klub byl otevřen 16. ledna 1957. První kapelou, která v klubu vystoupila, byla Merseysippi Jazz Band.
Co začalo jako jazzový klub, se nakonec stalo putykou pro skifflové kapely. Ve středu 7. srpna 1957 v klubu poprvé hrála kapela The Quarrymen (založena Johnem Lennonem), což zařídil Nigel Walley, když hrál golf se Sytnerovým otcem - Dr. Josephem Sytnerem. V té době byl v klubu tolerován skiffle, ale ne rock and roll. Po zahájení se skifflovou písní, vyzval John Lennon ostatní, aby začali hrát píseň od Elvise Presleyho „Don’t Be Cruel“. Rod Davis Lennona varoval, že ho diváci „sežerou za živa“, ale Lennon to ignoroval a začal hrát píseň sám, ostatní byli poté nuceni se k němu přidat. V půlce písně se publikem prorval Sytner a předal Lennonovi zprávu, ve které stálo: „Vypadněte s tím zatraceným rock and rollem“. Paul McCartney hrál (s The Quarrymen) v Cavernu poprvé 24. ledna 1958. George Harrison zase 9. února 1961.
V roce 1959 prodal Sytner Cavern Club Rayovi McFallovi a přestěhoval se do Londýna. V raných 60. letech se v klubu začali pravidelně objevovat bluesové a beatové kapely. První beat večer se konal dne 25. května 1960 a představoval vystoupení Rory and the Hurricanes (společně s Ringem Starrem za bicími).
Cavern hostil Beatles při jejich prvním vystoupení, ve čtvrtek 9. února 1961. Brian Epstein, manažer Beatles, viděl kapelu poprvé dne 9. listopadu 1961 v tomto klubu. Od roku 1961 do roku 1963 měli Beatles v Cavernu 292 vystoupení. Poslední vystoupení proběhlo 3. srpna 1963, měsíc poté, co kapela nahrála „She Loves You“ a pouhých šest měsíců před první cestou Beatles do USA.
V následujících deseti letech se v klubu představilo několik populárních hudebníků, jako The Rolling Stones, The Yardbirds, The Hollies, The Kinks, Elton John, Black Sabbath, Queen, The Who a John Lee Hooker. Budoucí hvězda Cilla Black pracovala v klubu jako šatnářka. V suterénu přilehlé budovy otevřeli Nigel Greenberg a Peter Hepworth nahrávací studio „Cavern Sound“. V březnu 1973 byl klub uzavřen a zasypán, během stavebních prací na podzemní kolejové spirále Merseyrail. Focus byla poslední kapela, která v původním Cavernu hrála.

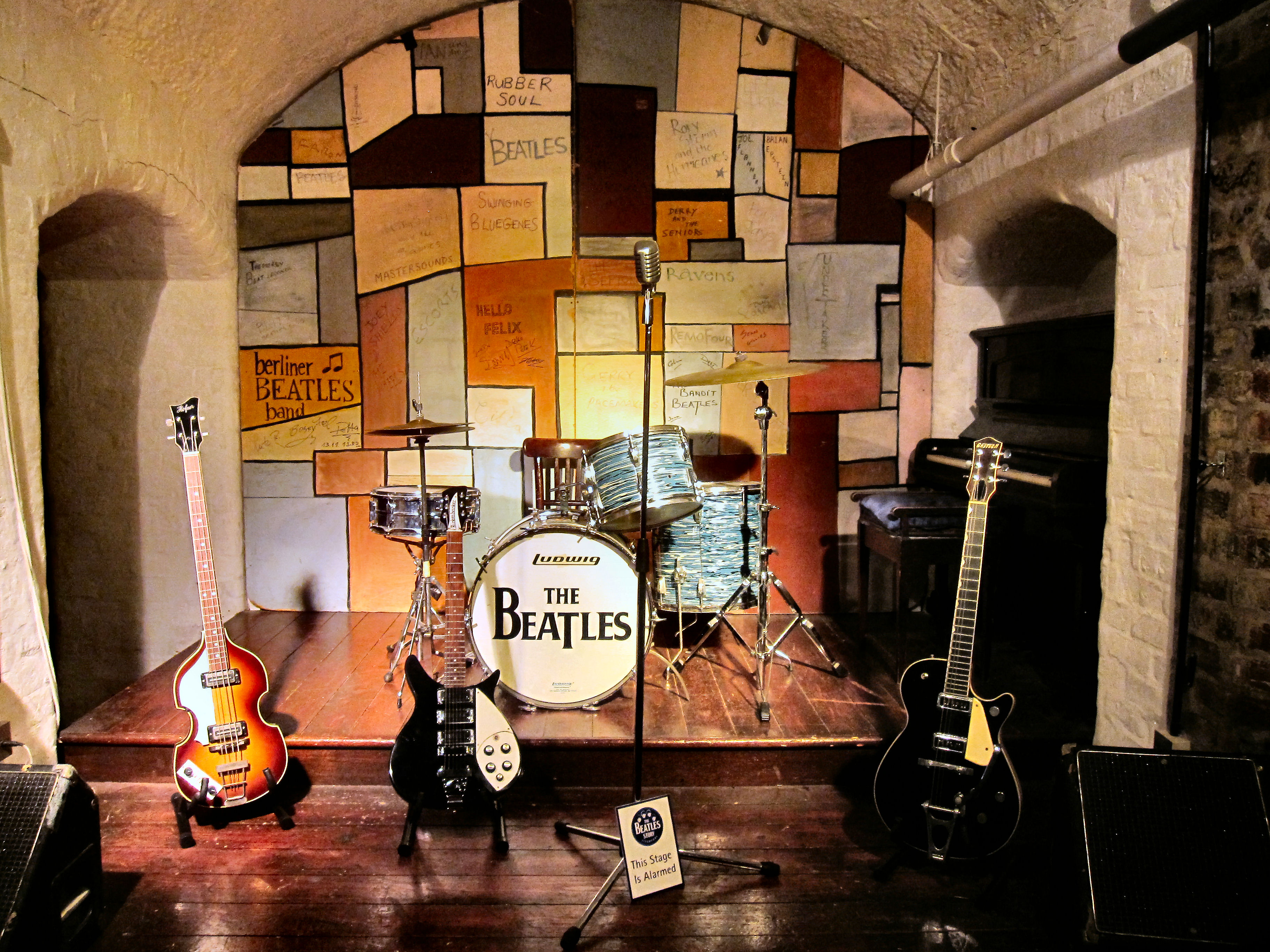
Replika pódia, na kterém v Cavernu hráli Beatles

### 1984–dodnes
V dubnu 1984 byl klub zabrán hráčem Liverpool FC, Tommym Smithem, ve spolupráci s Royal Life. Klub byl znovu vybudován z mnoha původních cihel. Nový design se měl, co možná nepřesněji, podobat originálu. V roce 1989 byl klub, kvůli finanční situaci, na 18 měsíců opět uzavřen. V roce 1991 dva kamarádi - učitel Bill Heckle a taxikář Dave Jones - Cavern znovu otevřeli. Klub provozují dodnes a jsou tak nejdelšími vlastníky v historii. Přesto, že je světově proslulým turistickým místem, klub i nadále funguje především jako živé hudební dějiště. Mezi preferovanou hudbu se řadí klasický pop, indie, rock a moderní hity od 60. do 90. let.
Dne 14. prosince 1999 se do klubu vrátil Paul McCartney, aby zde vystoupil v rámci propagace svého nového alba, Run Devil Run. Každý týden klub hostí asi 40 živých kapel; jak tributní, tak originální, ačkoli většina předvádí vlastní materiál. Zadní prostor Cavernu je nejčastěji používán pro zájezdová představení a losovací soutěže, v nedávné době zde vystupovali The Wanted, Adele a Jessie J. Cavern je také používán pro takzvané Warm-Up Tour, kdy jsou poloutajené koncerty oznámeny na poslední chvíli. V říjnu 2005 takhle vystupovali Arctic Monkeys a v listopadu 2013 zase Jake Bugg, stejně jako mnozí jiní před nimi, například Travis a Oasis.
Přední místnost je hlavní turistická atrakce, kam lidé přicházejí, aby si pořídili fotografie na slavném jevišti, se jmény kapel, které jsou zde napsány na zdi. Od pondělí do čtvrtka tato místnost hostí živou hudbu, a to od 12 hodin do půlnoci. V pátek a o víkendu je to od 12 hodin do zavírací doby. V období od listopadu 2005 do září 2007 přední místnost hostila Cavern Showcase, což byla akce pro muzikanty ze 60. let, kterou pořádali Kingsize Taylor, jeho žena Marga a nejlepší přítel Wes Paul.
V listopadu 2008 byla ze zdi slavných odstraněna cihla s jménem Garyho Glittera.

### České kapely
Od roku 2003 zde několikrát vystupovala kladenská skupina The Beatles Revival, včetně 50. výročí The Beatles v roce 2007.

## Ostatní

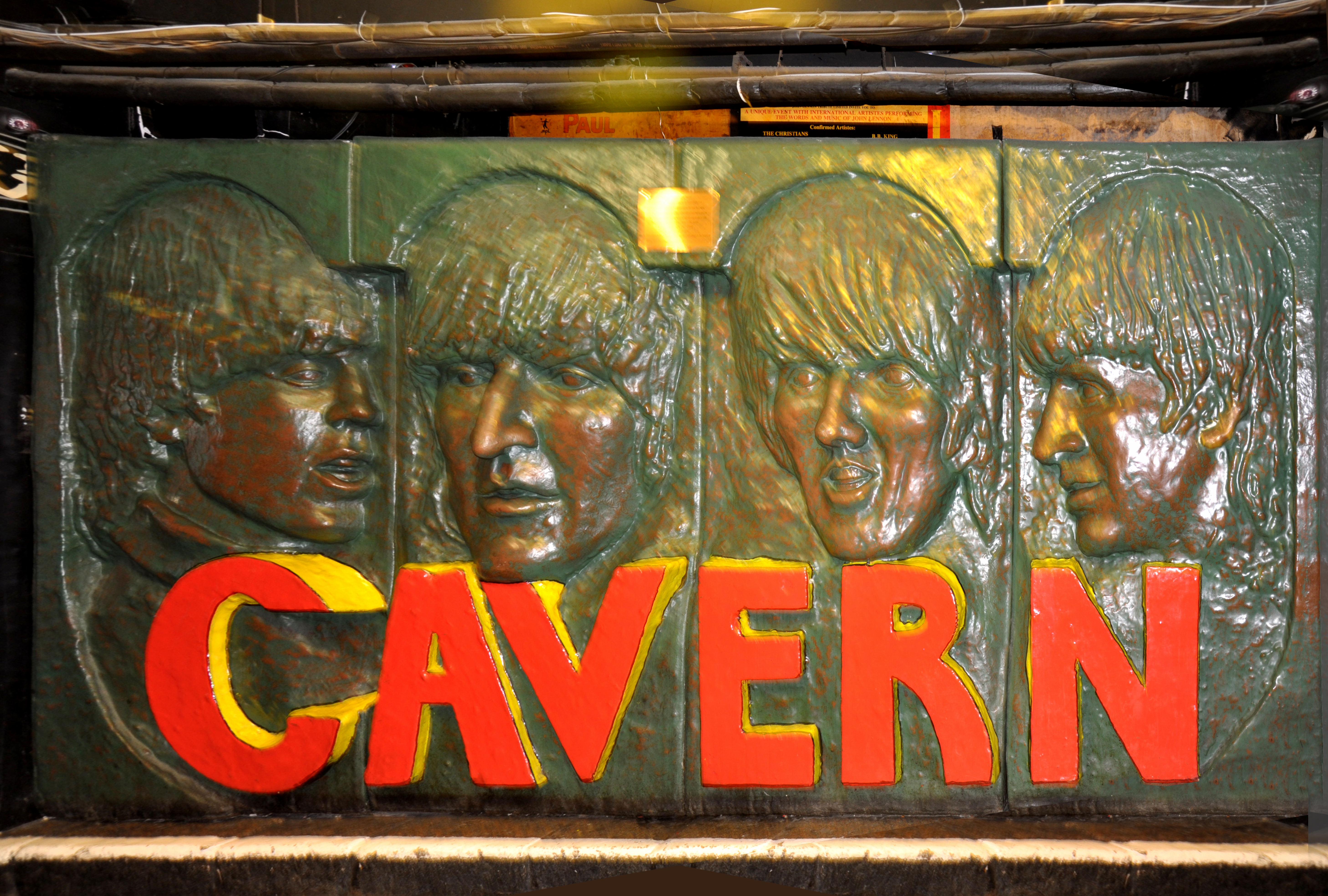
Reliéf z Cavern Mecca (nyní vystavována v Cavern Clubu)

### Cavern Pub
Cavern Pub je hospoda nacházející se naproti Cavern Clubu v Mathew Street. Zvenku je obložena cihlami, na kterých jsou jména hudebníků, kteří hráli v Cavern Clubu. Kromě Beatles jsou zde zaznamenány jména jako Chuck Berry, Eric Clapton, The Who, Stevie Wonder, Elton John, Jimi Hendrix, Adele, Jessie J, Jake Bugg nebo Arctic Monkeys.
Uvnitř hospody se nachází mnoho památek na dřívější vystoupení v Cavernu, včetně kytary podepsané Arctic Monkeys. Hospoda vlastní limitovanou edici jukeboxu Yellow Submarine, takže si návštěvníci mohou pustit své oblíbené písně. Kromě toho je tu také živá hudba, a to většinou v noci, pouze o víkendu už odpoledne. Cavern Pub má otevřeno 7 dní v týdnu a vstup je zdarma.

### Cavern Mecca
Cavern Mecca bylo první muzeum o Beatles v Liverpoolu, které zřídili a provozovali Liz a Jim Hughesovi. Když Liz Hughes zemřela bylo muzeum uzavřeno.

## Pocty
Kluby založené na počest Cavernu existují v Dallasu, Buenos Aires, Tokiu, Wellingtonu a Costa Teguise na Lanzarote.
Podobně vypadající klub se objevil v muzikálním filmu Across the Universe. Pravý Cavern zase ve filmech Příběh Johna Lennona a Nowhere Boy.
Cavern Club se objevil také v hudební videohře The Beatles: Rock Band.
Restaurace a hotelový řetězec Hard Rock Cafe vlastní ochrannou známku na „Cavern Club“, ve Spojených státech. Když byl v roce 1991 podnik postaven v Bostonu, zahrnoval zděný sklep Cavern Club, který byl reprodukcí liverpoolského klubu. V roce 2006 se restaurace přesunula na nové místo, a přestože má stále jevištní prostor zvaný „Cavern Club“, tak s pravým klubem již nemá žádnou podobnost. V roce 2014 byla k soudu zaslána žádost na odebrání obchodní značky „Cavern Club“, kterou podalo samo Hard Rock Cafe.

## Fotogalerie

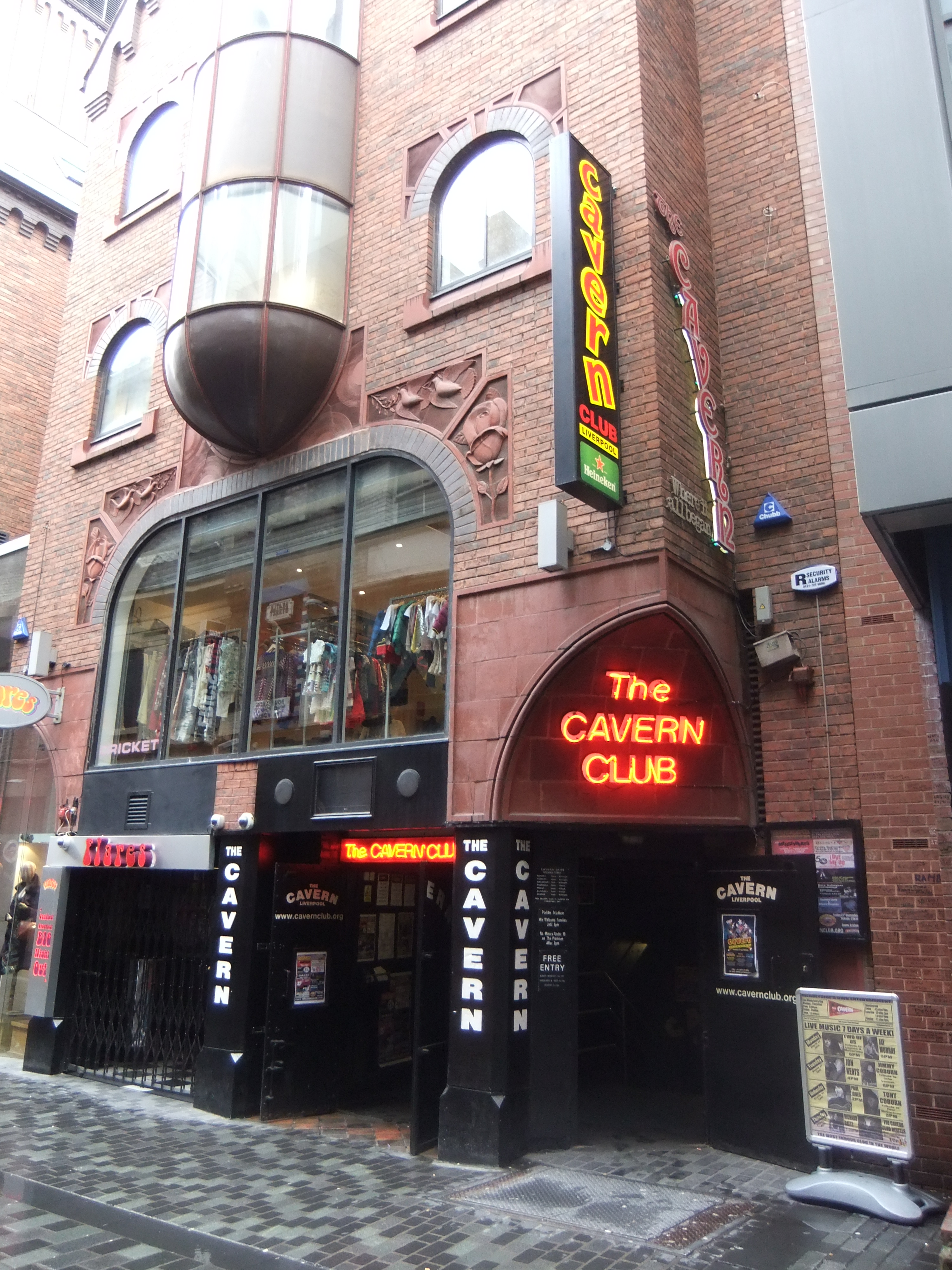
Cavern Club zvenku.
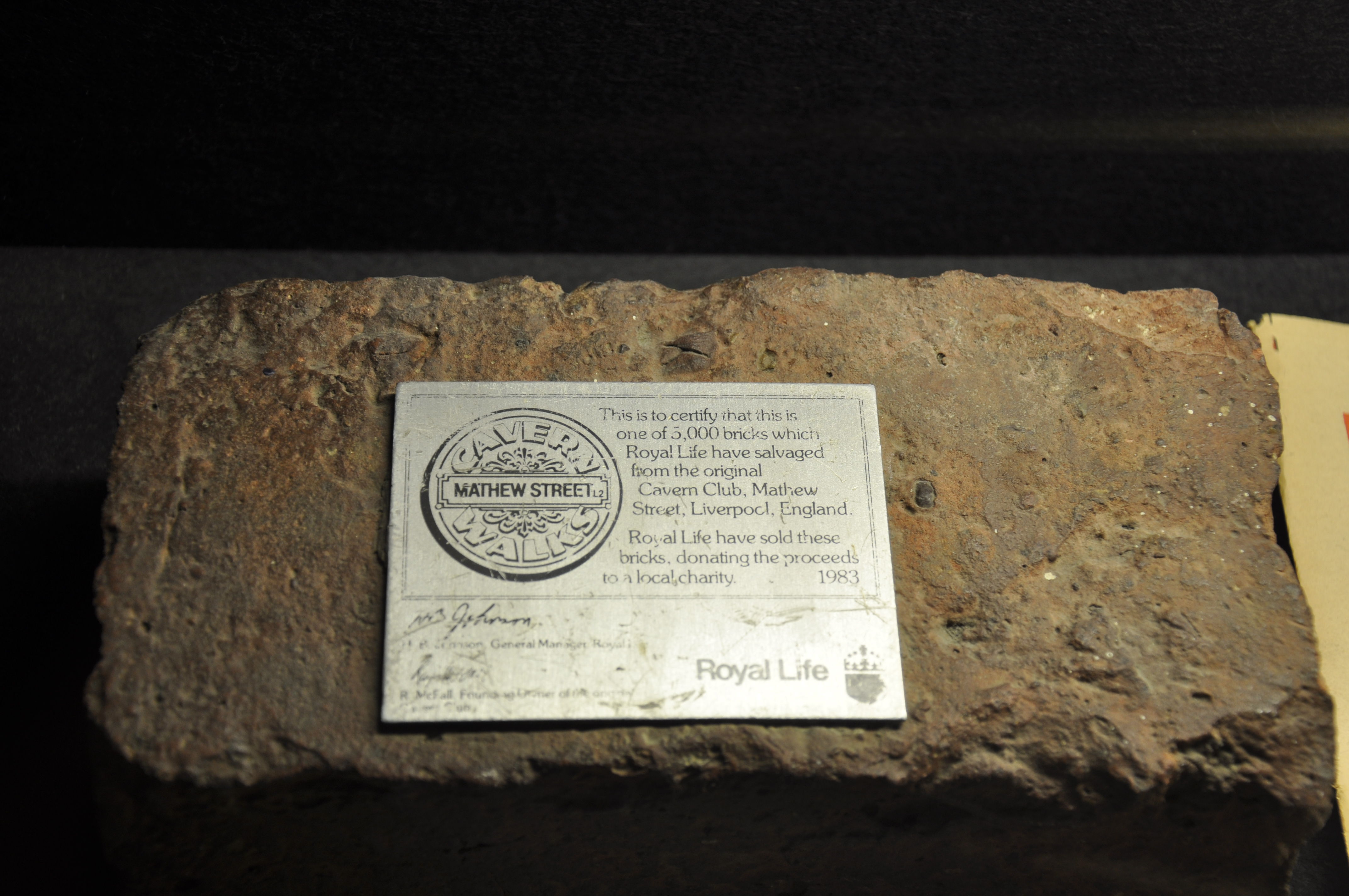
Originální cihla z původního Cavernu.
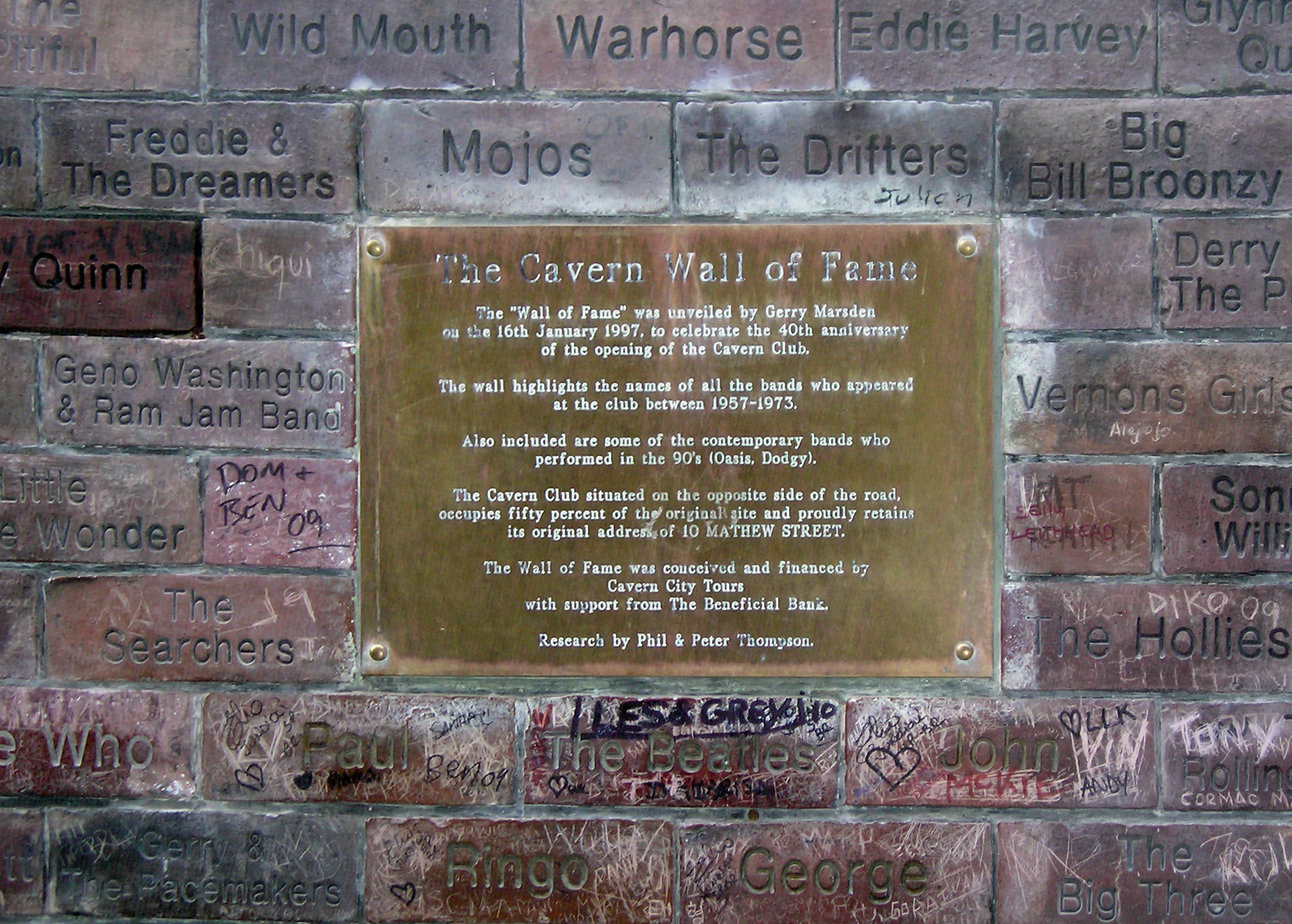
Cavernská zeď slávy.
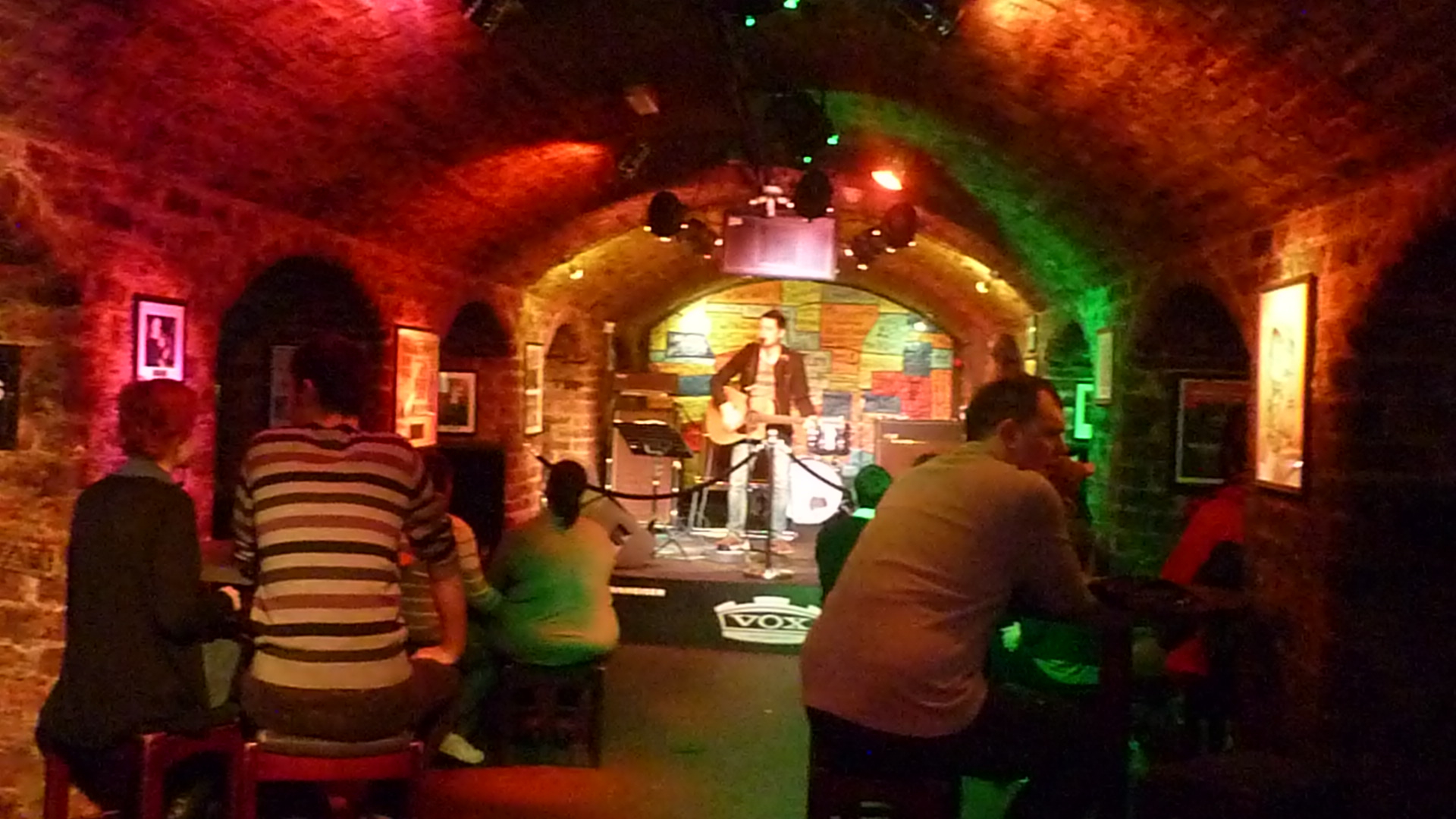
Uvnitř klubu.
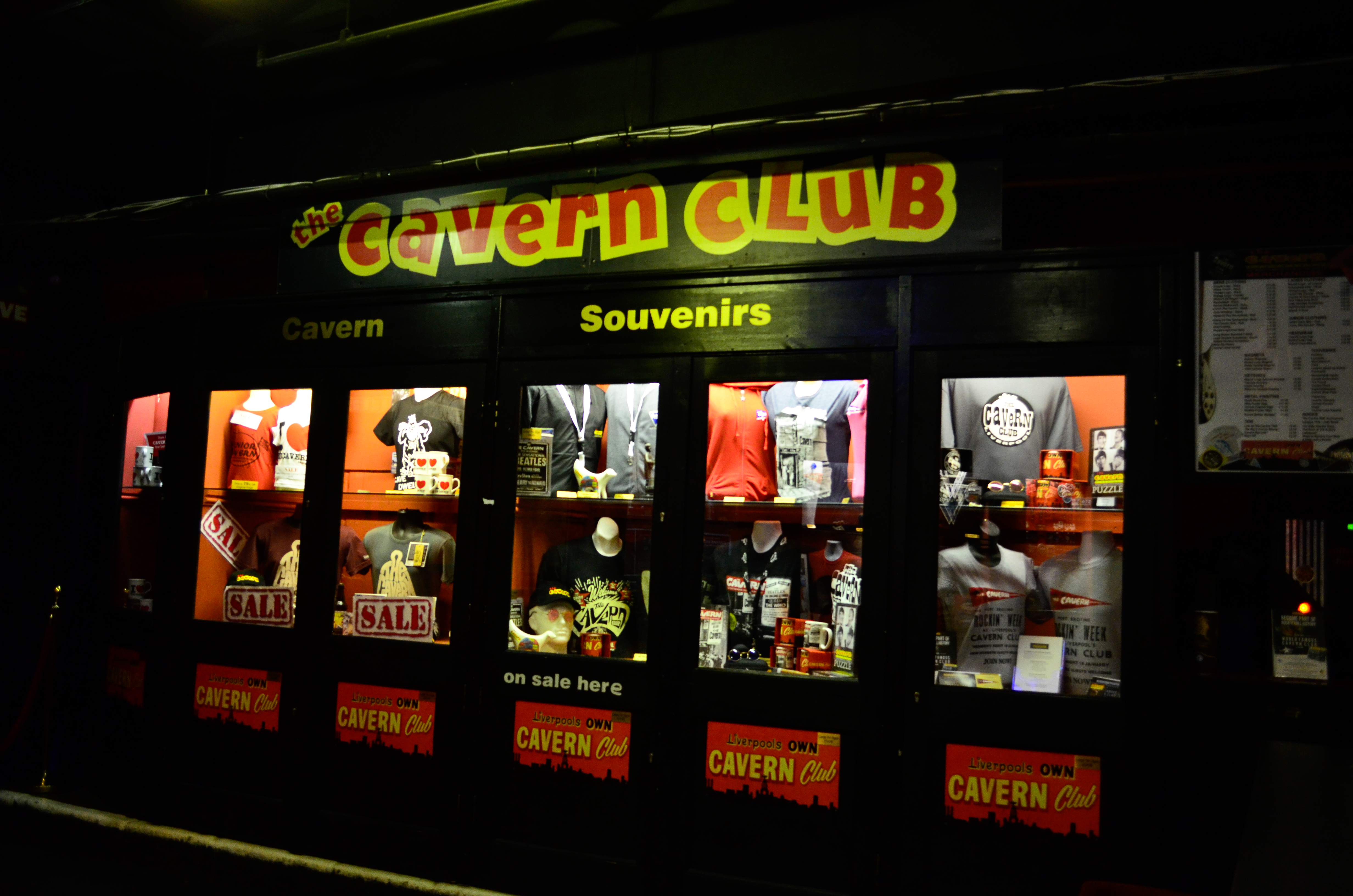
Cavernské suvenýry.
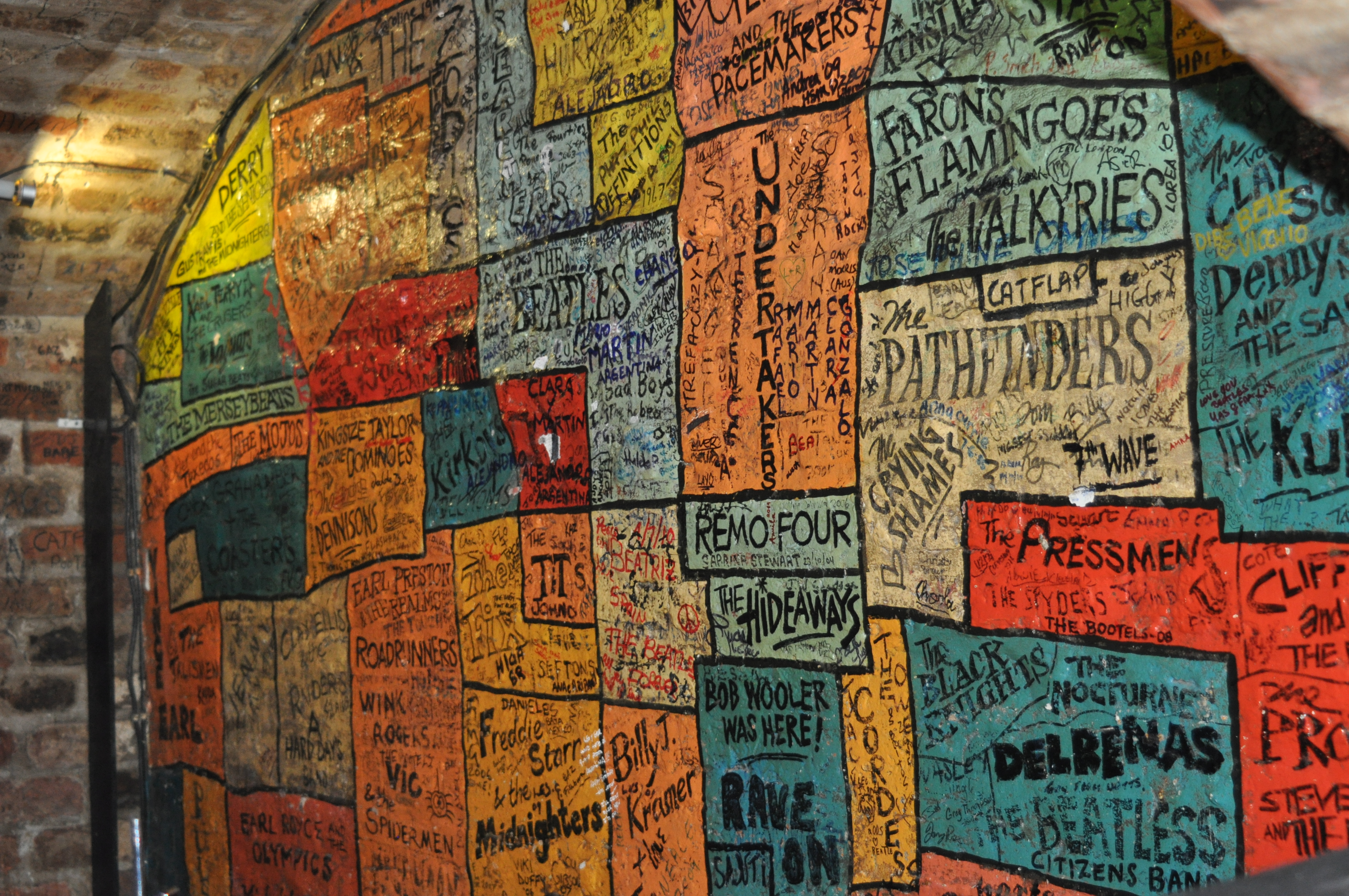
Zeď s nápisy kapel, které v Cavernu hrály.
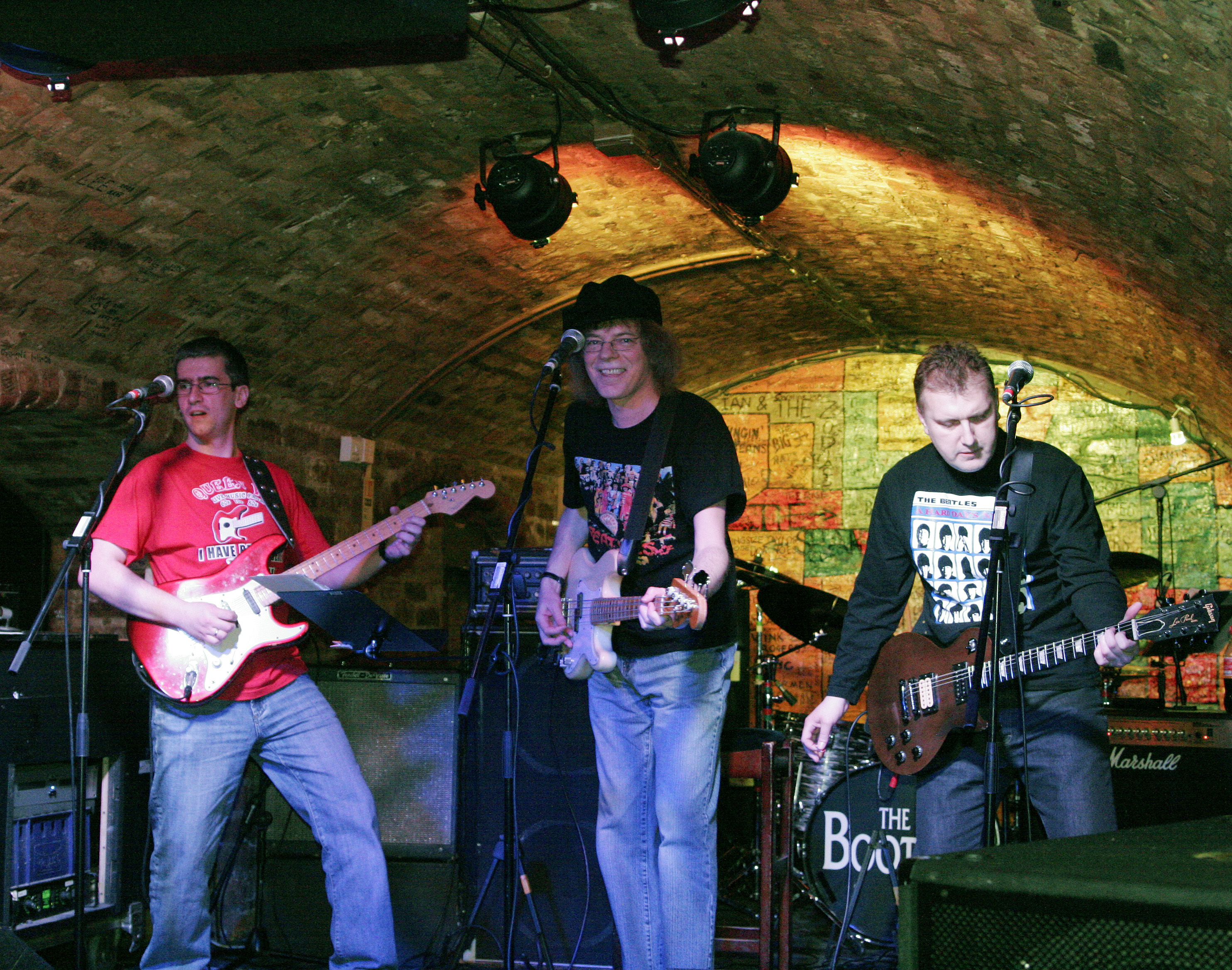
Vystoupení kapely The Bootels.
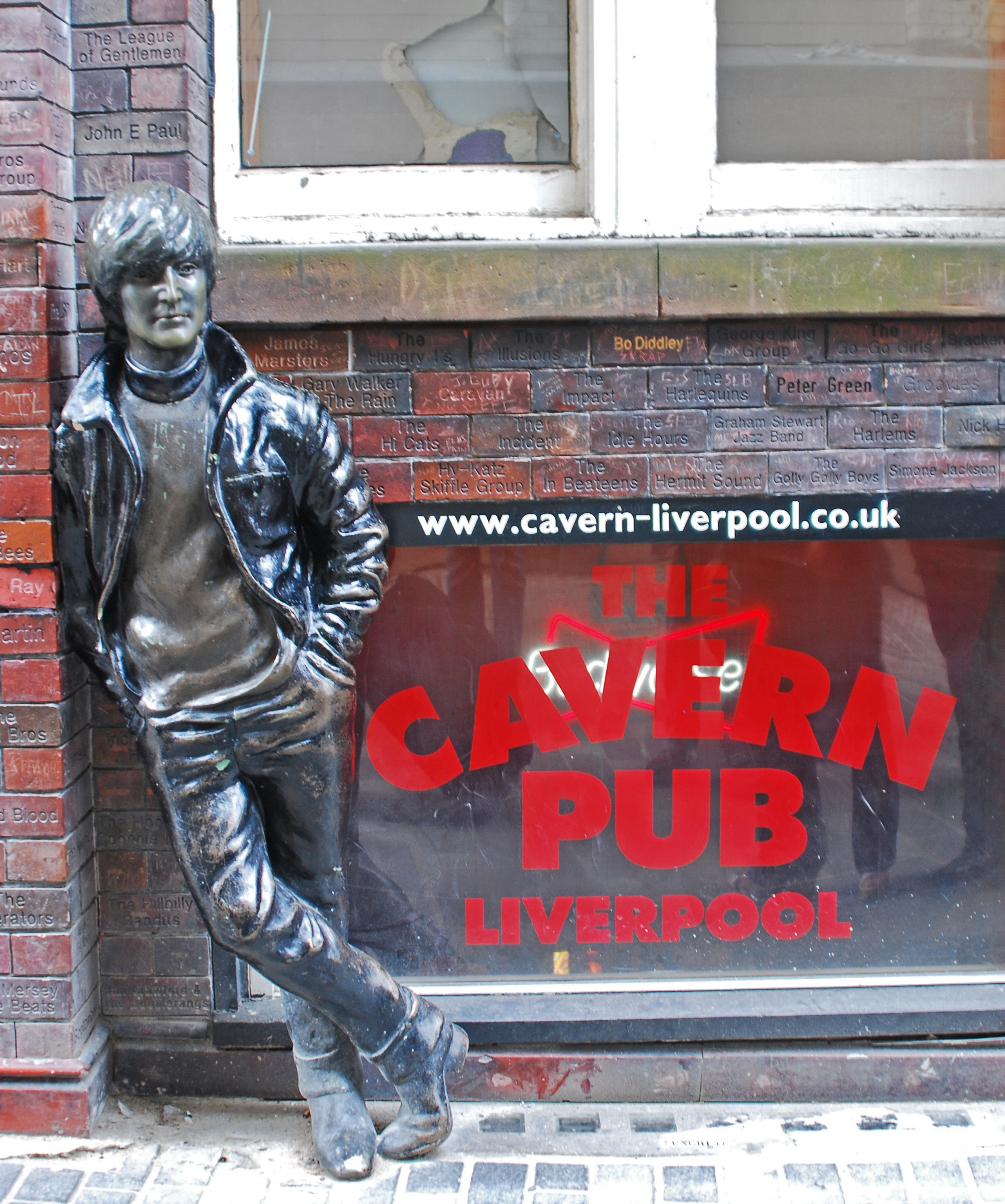
Socha Johna Lennona u Cavern Pub.